# Магнес (Арканзас)
Магнес (англ. Magness) — місто (англ. town) в США, в окрузі Індепенденс штату Арканзас. Населення — 220 осіб (2020).

## Географія
Магнес розташований на висоті 84 метрів над рівнем моря за координатами 35°42′12″ пн. ш. 91°28′56″ зх. д. / 35.70333° пн. ш. 91.48222° зх. д. (35.703246, -91.482351).  За даними Бюро перепису населення США в 2010 році місто мало площу 1,49 км², уся площа — суходіл. В 2017 році площа становила 1,59 км², уся площа — суходіл.

## Демографія
Згідно з переписом 2010 року, у місті мешкали 202 особи в 75 домогосподарствах у складі 54 родин. Густота населення становила 135 осіб/км².  Було 91 помешкання (61/км²). 
Расовий склад населення:
| - 97,0 % — білих - 0,5 % — азіатів |

До двох чи більше рас належало 2,5 %. Іспаномовні складали 0,5 % від усіх жителів.
За віковим діапазоном населення розподілялося таким чином: 25,7 % — особи молодші 18 років, 58,0 % — особи у віці 18—64 років, 16,3 % — особи у віці 65 років та старші. Медіана віку мешканця становила 36,0 року. На 100 осіб жіночої статі у місті припадало 110,4 чоловіків;  на 100 жінок у віці від 18 років та старших — 105,5 чоловіків також старших 18 років.
Середній дохід на одне домашнє господарство  становив 29 498 доларів США (медіана — 26 875), а середній дохід на одну сім'ю — 36 519 доларів (медіана — 34 688). За межею бідності перебувало 46,0 % осіб, у тому числі 66,0 % дітей у віці до 18 років та 31,3 % осіб у віці 65 років та старших.
Цивільне працевлаштоване населення становило 61 осіб. Основні галузі зайнятості: освіта, охорона здоров'я та соціальна допомога — 19,7 %, виробництво — 18,0 %, публічна адміністрація — 16,4 %, мистецтво, розваги та відпочинок — 16,4 %.
За даними перепису населення 2000 року в Магнесі проживала 191 особа, 55 сімей, налічувалося 82 домашніх господарств і 91 житловий будинок. Середня густота населення становила близько 127,3 осіб на один квадратний кілометр. Расовий склад Магнеса за даними перепису розподілився таким чином: 98,95 % білих, 1,05 % — представників змішаних рас. Іспаномовні склали 0,52 % від усіх жителів містечка.
З 82 домашніх господарств в 28,0 % — виховували дітей віком до 18 років, 52,4 % представляли собою подружні пари, які спільно проживали, в 9,8 % сімей жінки проживали без чоловіків, 32,9 % не мали сімей. 29,3 % від загального числа сімей на момент перепису жили самостійно, при цьому 17,1 % склали самотні літні люди у віці 65 років та старше. Середній розмір домашнього господарства склав 2,33 особи, а середній розмір родини — 2,89 особи.
Населення містечка за віковим діапазоном за даними перепису 2000 року розподілилося таким чином: 24,6 % — жителі молодше 18 років, 5,2 % — між 18 і 24 роками, 22,5 % — від 25 до 44 років, 24,6 % — від 45 до 64 років і 23,0 % — у віці 65 років та старше. Середній вік мешканця склав 43 роки. На кожні 100 жінок в Магнесі припадало 91,0 чоловіків, у віці від 18 років та старше — 94,6 чоловіків також старше 18 років.
Середній дохід на одне домашнє господарство в містечкі склав 27 969 доларів США, а середній дохід на одну сім'ю — 35 000 доларів. При цьому чоловіки мали середній дохід в 27 750 доларів США на рік проти 16 058 доларів середньорічного доходу у жінок. Дохід на душу населення в містечкі склав 24 967 доларів на рік. 14,3 % від усього числа сімей в окрузі і 22,6 % від усієї чисельності населення перебувало на момент перепису населення за межею бідності, при цьому 23,1 % з них були молодші 18 років і 32,7 % — в віці 65 років та старше.